# Epoche des Namban-Handels
Die Epoche des Namban-Handels (jap. 南蛮貿易時代 namban bōeki jidai ‚Periode des Südbarbaren-Handels‘) in der japanischen Geschichte erstreckt sich von der Ankunft der ersten iberischen Europäer in Japan im Jahre 1543 bis zu deren endgültiger Vertreibung im Jahre 1639. Sie fällt damit in die Endphase der Sengoku-Zeit, in die Azuchi-Momoyama-Zeit und in die frühe Edo-Zeit.

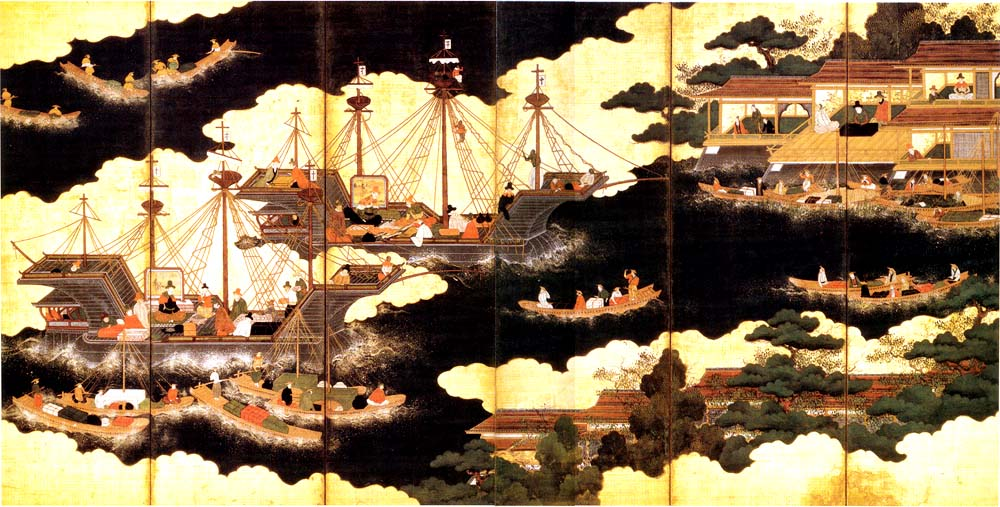
Ankunft portugiesischer Handelsschiffe in Japan (japanische Darstellung aus dem 16. Jahrhundert)

## Wortherkunft
Namban/Nanban (南蛮, „Südbarbar“) ist eine aus dem Chinesischen übernommene Bezeichnung für unzivilisierte Völker im Süden. Mit der Ausbildung des japanischen Staates entstand auch in Japan eine ethnozentrische Sicht der Welt, die wie beim chinesischen Vorbild den eigenen Staat als geographisches und kulturelles Zentrum der Welt postuliert und den umliegenden „barbarischen“ Völkern eine der Himmelsrichtung entsprechende Sammelbezeichnung zuwies. In Japan gewann das Wort mit der Ankunft der Europäer eine neue Bedeutung. 1543 wurden portugiesische Kaufleute auf einer in Seenot geratenen Dschunke auf die südliche Insel Tanegashima verschlagen, wo sie zum Dank für die Hilfe den Einheimischen einige Gewehre (Tanegashima-Gewehr) überreichten. Dies gilt als erste direkte Begegnung und zugleich als Beginn der Geschichte der Feuerwaffen in Japan. Mit der Anlandung des Jesuiten Francisco de Xavier, der im August 1549 Kagoshima im Süden Kyushus erreichte, setzte dann ein kontinuierlicher euro-japanischer Austausch ein. Den überwiegend portugiesischen Missionaren der Societas Jesu folgten Kaufleute, meist aus Macau, später auch Franziskaner von den Philippinen. Das Wort Namban war aus Sicht der Japaner für diese Neuankömmlinge angemessen, da sie aus dem Süden kamen und ihre Manieren, besonders wohl die der Seeleute, wenig kultiviert wirkten.

## Kulturelle Begegnung

### Japanische Erzählungen von Europäern

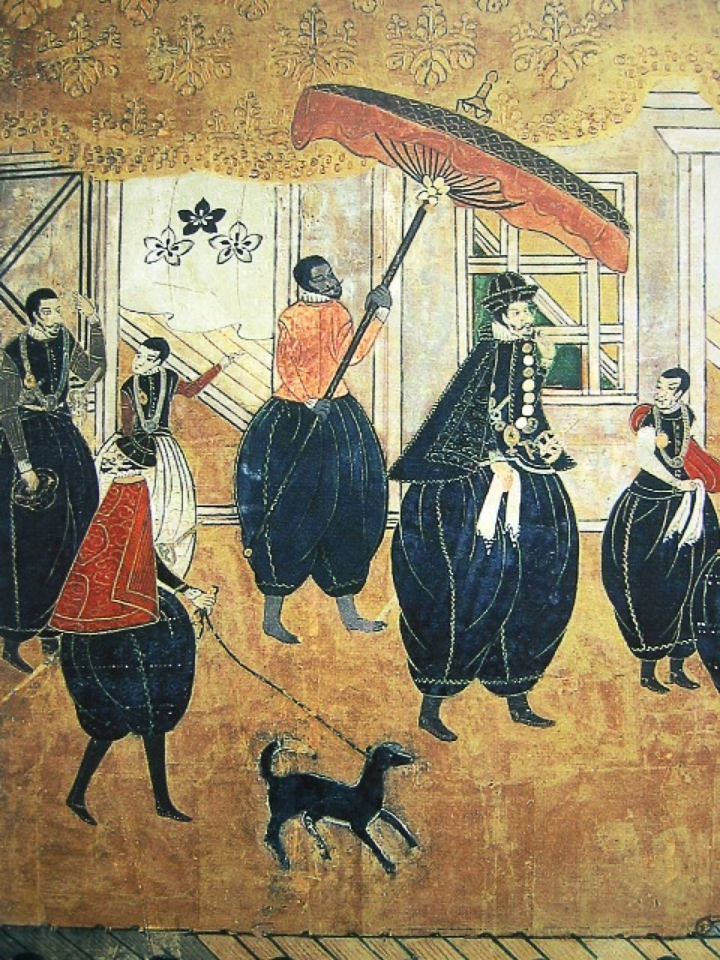
Südbarbaren (Namban) auf einem japanischen Wandschirm aus dem frühen 17. Jahrhundert. Besonders die Hosen und langen Nasen fanden das Interesse der Maler. Der „capitão“ wird von einem schwarzen Sklaven begleitet.

Die Japaner waren zuerst eher abgestoßen von den Manieren der Neuankömmlinge. Ein zeitgenössischer Bericht beschreibt die Fremden so:

„Sie aßen mit ihren Fingern anstatt mit Stäbchen, wie wir sie benutzen. Sie zeigen ihre Gefühle ohne jede Selbstkontrolle. Sie können die Bedeutung von Schriftzeichen nicht verstehen.“

Dessen ungeachtet wusste man die technischen Errungenschaften der Iberer zu schätzen, z. B. auf militärischem Gebiet die Arkebuse und den Kürass, des Weiteren metallurgische Verfahren, Schiffsbautechniken und vielerlei Gegenstände des alltäglichen Lebens. Und auch die Verbreitung des Christentums bewirkte eine beträchtliche Ausweitung im japanischen Wortschatz. Viele Ausländer wurden von japanischen Herrschern freundlich aufgenommen, und ihre Fähigkeiten waren manchmal zu einem so hohen Grad anerkannt, dass sie in den Rang eines Samurai befördert wurden (siehe William Adams, dem ein Lehen auf der Miura-Halbinsel, südlich von Edo gegeben wurde).

### Europäische Berichte von Japan
Japan galt als ein mit Edelmetallen gesegnetes Land, dies vor allem wegen Marco Polos Berichten („Il Milione“) von vergoldeten Tempeln und Palästen. Zwar erwies sich das nach der Anlandung der Portugiesen als übertrieben. Doch gab es in der Tat eine große Zahl von Erzvorkommen, die wegen des vulkanischen Ursprungs des Archipels nicht allzu tief lagen und sich vergleichsweise leicht abbauen ließen. Einige der Minen wie die von Iwami und Sado findet man bereits auf frühen portugiesischen Japankarten. Im 16. und 17. Jahrhundert wurde Japan ein wichtiger Exporteur von Gold, Silber und Kupfer und trug so erheblich zum Aufbau der globalen Geldwirtschaft bei.
Schon der Pionier Francisco de Xavier schrieb in seinem ersten Brief aus Japan (Kagoshima, 5. Nov. 1549), dass die Japaner alle Völker überträfen, die man bisher kennengelernt habe. Drei Jahrzehnte später weitete der Visitator der Societas Jesu Alessandro Valignano das auch auf die Europäer aus. Ähnliche Ansichten vertraten Japan-Reisende des 17. Jahrhunderts wie George Meister und der eminente Engelbert Kaempfer. Als der Samurai Hasekura Tsunenaga im Jahre 1615 Saint-Tropez in Frankreich besuchte, waren seine Manieren und Auftreten eine Sensation:

„Sie berühren die Nahrung niemals mit ihren Fingern, sondern benutzen stattdessen zwei kleine Stäbchen, die sie mit drei Fingern halten. Sie putzen ihre Nase mit weichem, seidigen Papier von der Größe einer Hand, das sie niemals zweimal benutzten und das sie nach dem Gebrauch auf den Boden werfen, und sie waren erstaunt, dass sich unsere Leute um sie herum darin zu übertreffen suchten, diese aufzuheben. Ihre Schwerter schneiden so gut, daß sie weiches Papier schneiden können, wenn man es nur auf die Schneide legt und darauf bläst.“

Die Kampfkraft und der Mut japanischer Samurai wurde auch anerkannt: Ein spanisches königliches Dekret von 1609 befahl spanischen Kommandeuren im Pazifik ausdrücklich „nicht die Reputation unserer Waffen und unseres Staates gegen japanische Soldaten aufs Spiel zu setzen“. Truppen japanischer Samurai kamen später auf den Gewürzinseln in Südostasien im Kampf der Holländer gegen die Engländer zum Einsatz.

## Handel

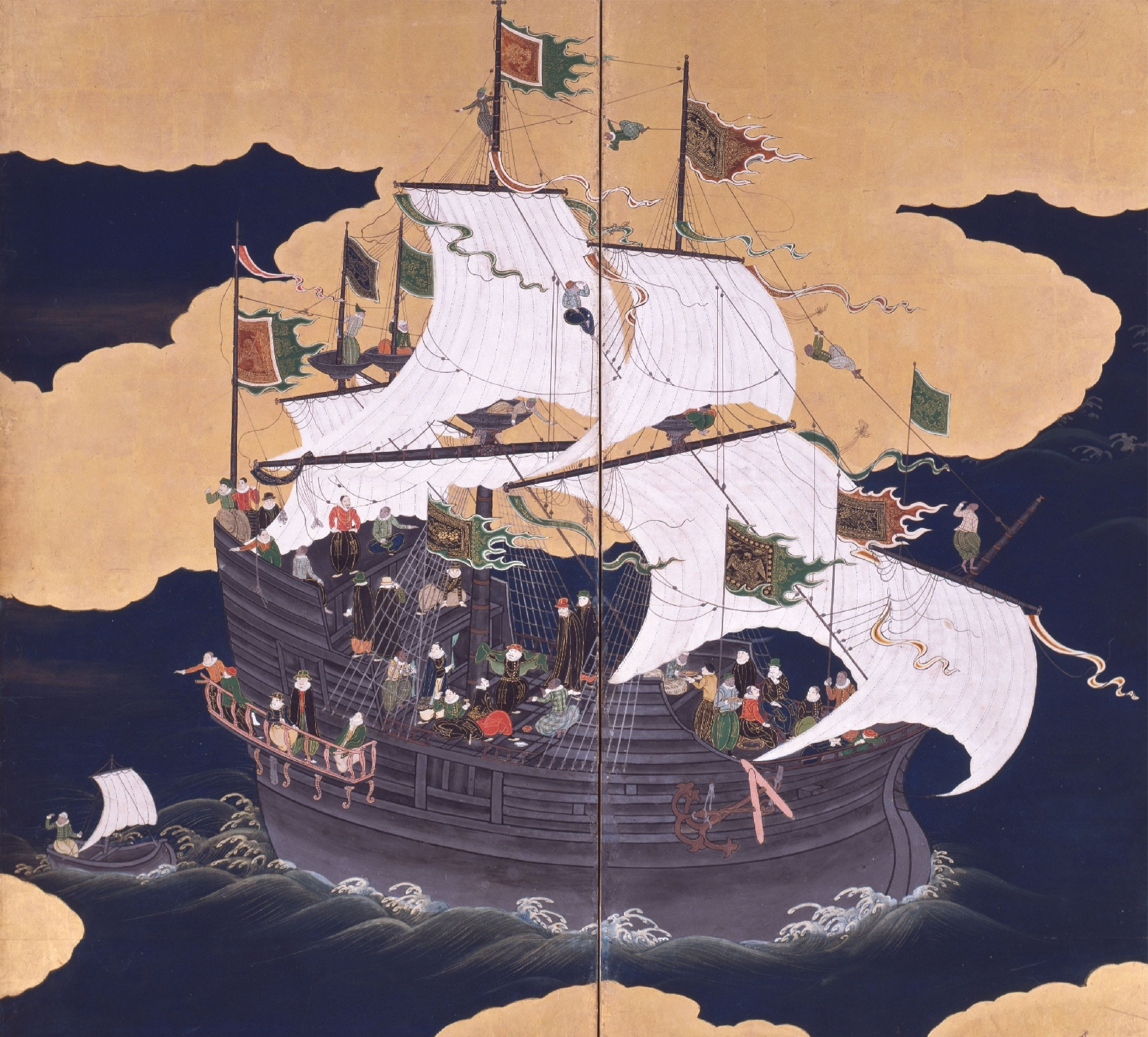
Eine portugiesische Karacke in Nagasaki (17. Jh.)

Bald nach den ersten Kontakten landeten portugiesische Schiffe in Kyushu, der westlichsten Hauptinsel, an. Seit etwa 1515 gab es eine Handelsroute zwischen Portugal und Goa. Jährlich verließen drei bis vier mit Silber versehene Karacken Lissabon, um in Indien Baumwolle und Gewürze zu kaufen. Eine dieser Karacken segelte nach China, um im Austausch gegen portugiesisches Silber chinesische Seide zu kaufen.
Die Ladung der ersten portugiesischen Schiffe in Japan bestand daher nahezu ausschließlich aus chinesischen Waren (Seide, Porzellan, Arzneimittel). Die japanische Nachfrage war beträchtlich, hatte doch der chinesische Kaiser als Vergeltungsmaßnahme für die häufigen Überfälle japanischer Piraten (Wokou) den Handel mit Japan verboten. Die Portugiesen ergriffen daher die Gelegenheit, als Zwischenhändler zu dienen.
Nach dem Erwerb von Macau im Jahr 1557 und ihrer formellen Anerkennung als Handelspartner durch die Chinesen begann die portugiesische Krone den Japanhandel zu regulieren, indem sie die jährliche „Kapitänschaft“ nach Japan an den höchsten Bieter versteigerte. Damit wurden dieser einen Karacke, die jedes Jahr nach Japan fuhr, im Prinzip exklusive Handelsrechte verliehen. Diese Karacken waren nach damaligem Maßstab sehr große Schiffe mit einem Gewicht zwischen 1000 und 1500 Tonnen; dies war etwa die doppelte oder dreifache Größe einer großen Galeone oder Dschunke.
Dieser Handel wurde mit wenigen Unterbrechungen bis 1638 fortgesetzt. Doch dann erließen die Machthaber des noch jungen Tokugawa-Regimes ein Verbot mit der Begründung, dass die Schiffe christliche Priester ins Land schmuggelten. Eigene kommerzielle Interessen dürften jedoch eine wichtige Rolle bei dieser Entscheidung gespielt haben.
Dem lukrativen portugiesischen Handel erwuchs zudem zunehmende Konkurrenz durch chinesische Schmuggler, von den vom Shogun lizenzierten japanischen Rotsiegel-Schiffen (etwa zehn Schiffe pro Jahr, seit etwa 1592), von spanischen Schiffen von Manila (ab etwa 1600, etwa ein Schiff pro Jahr), den Holländern (ab 1609), den Engländern (ab 1613, etwa ein Schiff pro Jahr).
Die ersten Niederländer wurden im Jahr 1600 an Bord des nahezu manövrierunfähigen Schiffes „Liefde“ an die Ostküste Kyushus getrieben. Der Navigator des Schiffs war der Engländer William Adams, der wegen seiner Kenntnisse im Schiffbau und der Nautik das Wohlwollen von Tokugawa Ieyasu fand und von diesem als „Miura Anjin“ naturalisiert wurde, das „Navigator der Miura-Halbinsel“ bedeutet. Tokugawa Ieyasu war der Begründer und erste Shōgun der Tokugawa-Dynastie. Die Japaner bezeichneten die Holländer als Kōmō-jin (紅毛人 ‚Rothaarige‘, ‚Rotschöpfe‘).
1605 wurden zwei Mitglieder der Mannschaft des Schiffes „Liefde“ von Tokugawa nach Pattani gesandt, um holländische Händler nach Japan einzuladen. Das Oberhaupt des holländischen Handelspostens Pattani, Victor Sprinckel, verweigerte dieses Anliegen mit der Begründung, dass er mit der portugiesischen Konkurrenz in Südostasien zu beschäftigt sei. 1609 traf jedoch der Holländer Jacques Specx mit zwei Schiffen in Hirado im Nordwesten der Insel Kyushu ein und erlangte dank der Vermittlung von Adams Handelsprivilegien von Tokugawa.
Die Holländer betrieben Piraterie und Seekrieg, um die portugiesische und spanische Seefahrt im Pazifik zu schwächen. Weiterhin waren die protestantischen Holländer rein an Handel interessiert, während sich die katholischen Portugiesen und Spanier durch ihre Missionstätigkeiten in Japan unbeliebt machten. Am Ende waren die Holländer die einzigen aus dem Westen, denen nach 1638 und für die nächsten zwei Jahrhunderte ein Zugang zu Japan über die kleine Enklave auf der Insel Dejima verblieb.

## Technologischer und kultureller Austausch

### Namban-Gewehre

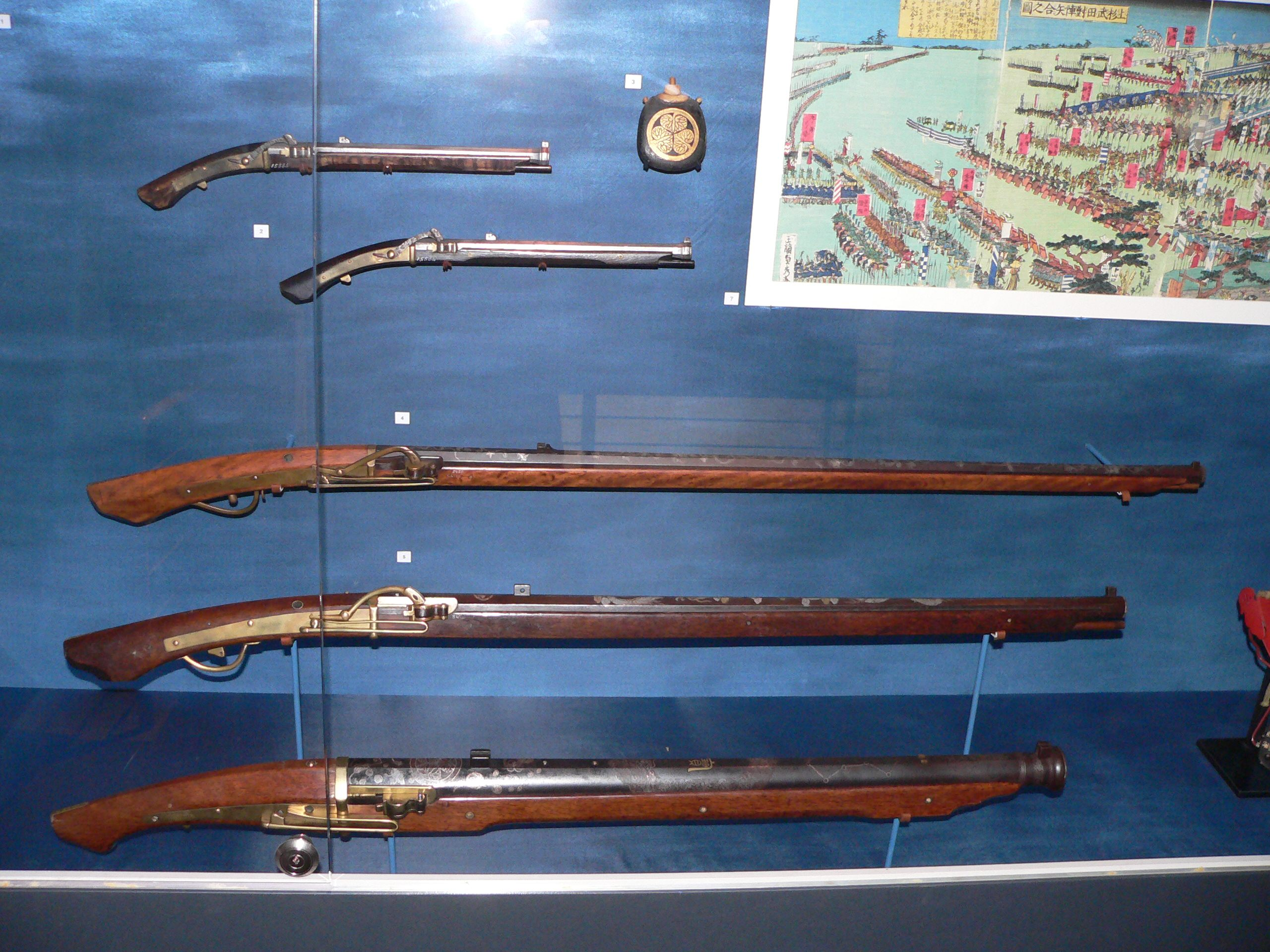
Japanische Arkebusen und Pistolen der Edo-Zeit

Portugiesische Feuerwaffen waren eines der vielen Dinge, an denen die Japaner interessiert waren. Die ersten Europäer, die Japan erreichten, waren drei Portugiesen, darunter Fernão Mendes Pinto, die auf einem chinesischen Schiff auf der Insel Tanegashima südlich von Kyūshū strandeten. Sie hatten Arkebusen und Munition bei sich. Zu dieser Zeit befand sich Japan mitten in einem langjährigen Bürgerkrieg, der Sengoku-Zeit. Die Japaner waren zwar bereits mit dem in China erfundenen Schießpulver vertraut und sie benutzten zu diesem Zeitpunkt bereits seit rund 270 Jahren einfache chinesische Handfeuerwaffen und Kanonenrohre, genannt Teppō (鉄砲 wörtl. ‚Eisenkanone‘). Die portugiesischen Gewehre waren jedoch leichter und technisch fortgeschrittener. Sie besaßen Luntenschlösser, und es war einfacher, mit ihnen zu zielen.
Innerhalb eines Jahres gelang es japanischen Waffenschmieden, diese Gewehre zu kopieren und als Tanegashima-Arkebusen in Massenproduktion zu fertigen; historischen Quellen zufolge wurden rund 20.000 Stück produziert. Diese Gewehre waren in ihrer Materialqualität und Ausführung den Vorbildern ebenbürtig, oft sogar besser.
Die Gewehre spielten eine entscheidende Rolle in der Vereinigung Japans unter Oda Nobunaga, Toyotomi Hideyoshi und Tokugawa Ieyasu, wie auch in der Schlacht von Nagashino und im Imjin-Krieg, der Invasion Koreas 1592 und 1597.

### Namban-Schiffe

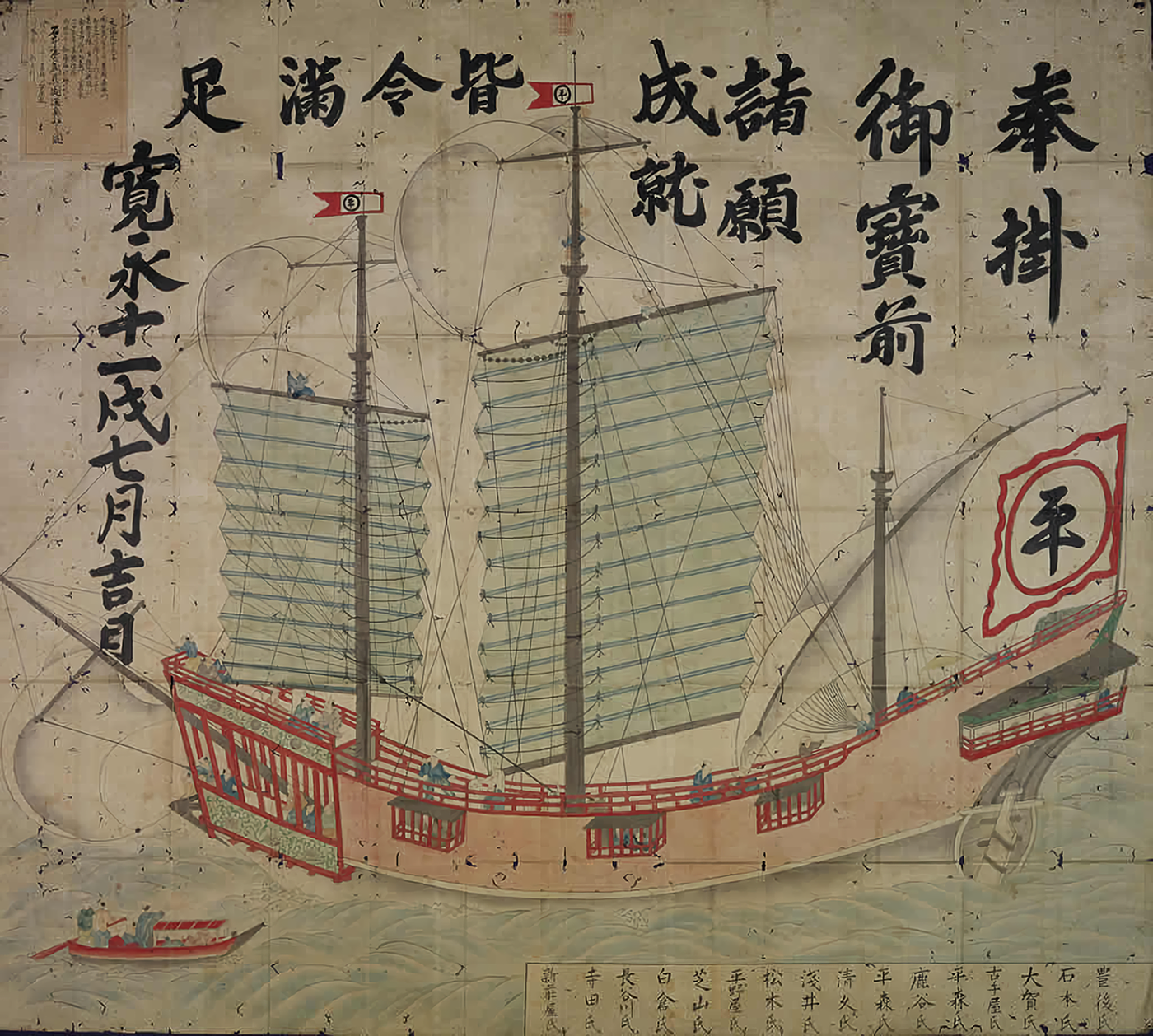
Ein japanisches Rotsiegel-Schiff (1634) mit westlichen Rahsegeln und Lateinsegeln, Steuerruder und Heckform. Die Schiffe waren meist mit 6 bis 8 Kanonen bewaffnet.

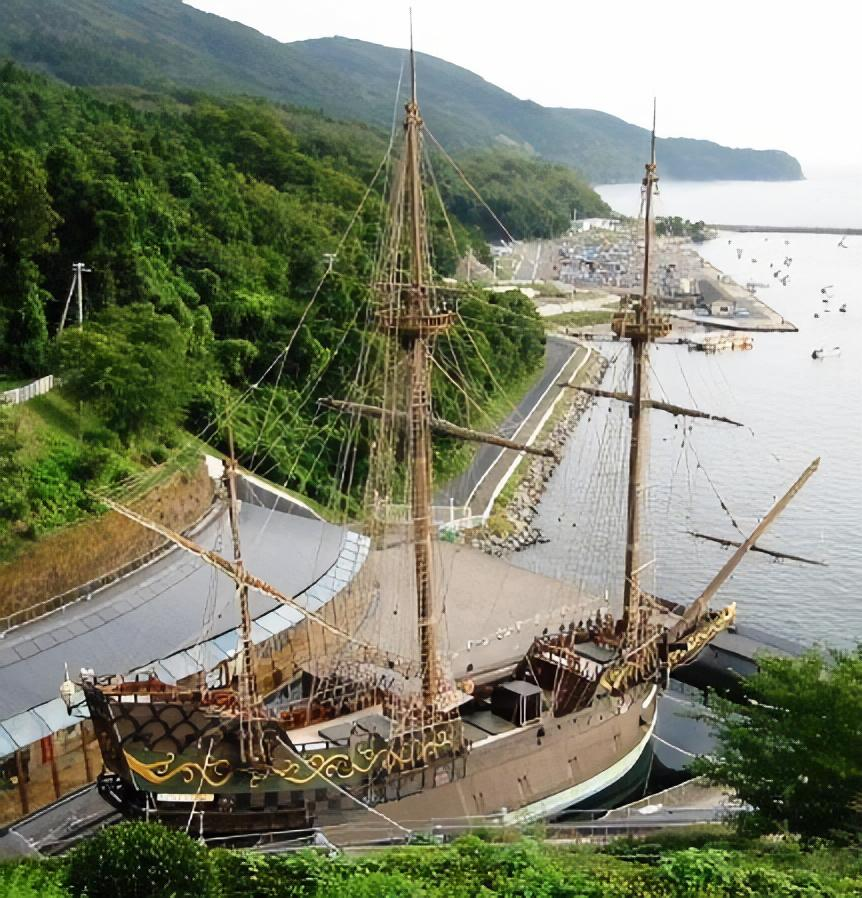
Die 1613 in Japan gebaute Galeone San Juan Bautista, in Ishinomaki (Replik).

Die Schiffe der Südlichen Barbaren waren auch ziemlich einflussreich auf den japanischen Schiffbau und regten viele japanische Auslandsunternehmungen an. Das Bakufu errichtete ein System von lizenzierten Handelsschiffen („Rotsiegel-Schiffe“), die Ost- und Südostasien bereisten. Diese Schiffe übernahmen viele Elemente des westlichen Schiffsdesigns, so Besegelung, Steuerruder am Heck und die Aufstellung der Kanonen. Sie brachten viele japanische Händler und Abenteurer in südostasiatische Häfen, die in lokaler Hinsicht oft ziemlich einflussreich wurden, so z. B. der Abenteurer Yamada Nagamasa in Siam, oder sie wurden später bekannte japanische Volksgestalten wie Tenjiku Tokubei.
Am Ende des 17. Jahrhunderts baute das Bakufu mehrere Schiffe in rein westlicher Bauart, gewöhnlich mit Hilfe ausländischer Fachleute, so die Galeone San Juan Bautista, die auf Gesandtschaften nach Neuspanien (Mexiko) zweimal den Pazifik überquerte.

### Katholizismus in Japan

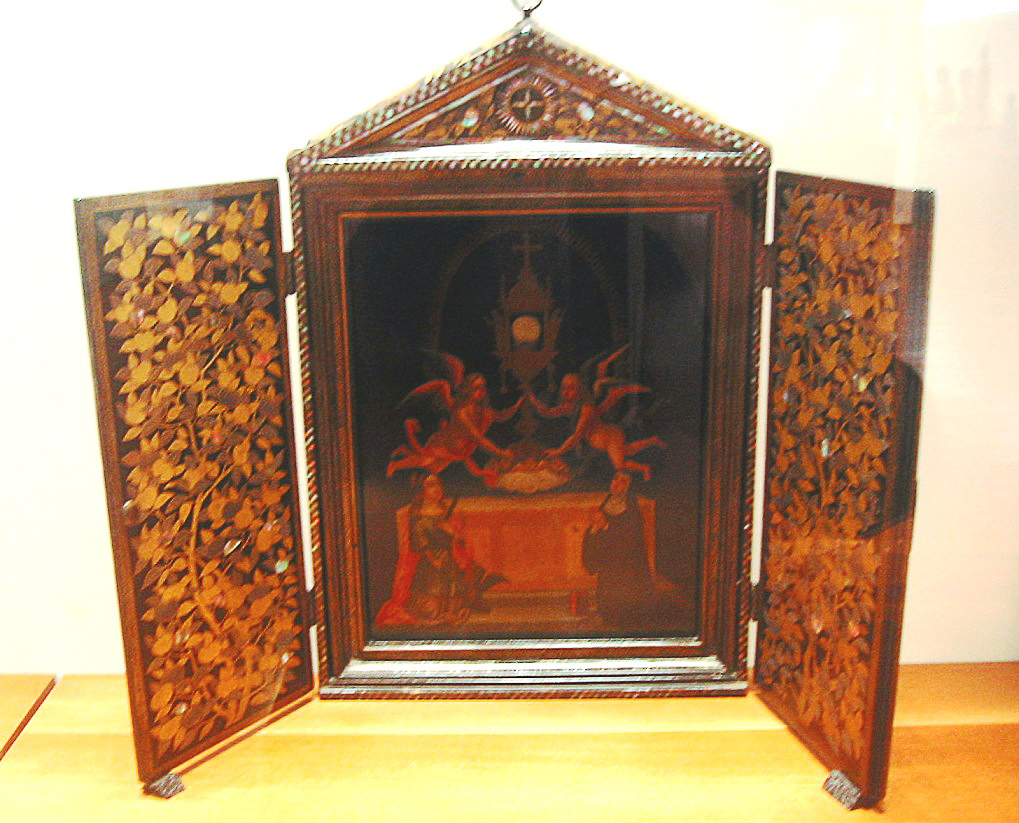
Ein japanischer Votivaltar, Namban-Stil (Ende des 16. Jh., Guimet-Museum)

Mit der Ankunft von Francisco de Xavier y Jassu, einem der Gründer der Societas Jesu und Pionier der Ostindien-Mission, im Jahre 1549 setzt die Begegnung Japans mit dem Christentum ein. Besonders in den südwestlichen Regionen des Archipels entwickelt sich der Katholizismus zunehmend zu einer religiösen Kraft. Den Briefen der Missionare zufolge gab es gegen Ende des 16. Jahrhunderts etwa 200.000 Konvertiten, hauptsächlich auf der Insel Kyūshū. Nagasaki, wo die Jesuiten sogar die Jurisdiktion erlangt hatten, entwickelt sich nach und nach zu einem wichtigen Stützpunkt der Kirche.
Die erste Reaktion des Kampaku Toyotomi Hideyoshi erfolgte 1587, als er das Verbot des Christentums verkündete und die Ausweisung der Padres anordnete. Dieses Datum gilt als Beginn der Phase der Unterdrückung des Christentums. Hideyoshis Anordnung wurde jedoch, wie die meisten der nachfolgenden Erlasse, nicht konsequent umgesetzt. Bis zur endgültigen Ausweisung der Südbarbaren im Jahre 1639 wirkten weiter westliche Missionare im Lande, allerdings unter immer schwierigeren Bedingungen.
Hideyoshi hatte geschrieben:

„1. Japan ist ein Land der Götter und es ist ein verwerfliches und teuflisches Ding, dass die Padres hierher kommen und ein teuflisches Gesetz predigen …

2. Es ein bisher nicht gesehenes unerhörtes Ereignis ist, dass die Padres nach Japan kommen und Menschen zu ihrem Glauben konvertieren und zu diesem Zweck Shintō-Schreine und buddhistische Tempel zerstören... den Pöbel dazu aufzustacheln, solche Ungeheuerlichkeiten zu begehen, verdient schwere Bestrafung.“

Eine Kooperation mit den Portugiesen brachte den kriegführenden Regionalfürsten (Daimyo) wichtige Vorteile. Wer sich taufen ließ, konnte am lukrativen Handel der alljährlich aus Macao eintreffenden portugiesischen Schiffe teilhaben. Seide, Arzneimittel und viele andere unentbehrliche Importwaren erzielten einen hohen Gewinn, der den Ankauf großer Mengen an Arkebusen möglich machte, der inzwischen entscheidenden Waffe auf den Schlachtfeldern des Landes. Zugleich entwickelte sich das Christentum zu einem Gegenpol gegen die starken buddhistischen Klöster, die zu dieser Zeit eigene Armeen bewaffneter Mönche aufstellten und einen erheblichen Machtfaktor darstellten.

### Andere Einflüsse der Namban

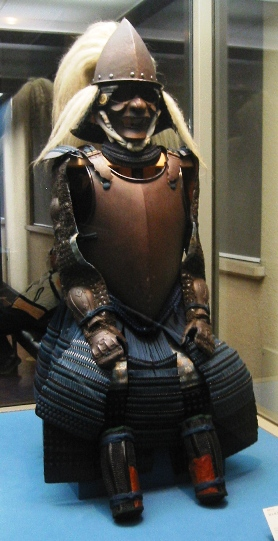
Nambandō, ein Kürass westlichen Stils (16. Jh.)

Die Namban hatten auch verschiedene andere Einflüsse:
- Nambandō (南蛮胴) bezeichnet einen japanischen Kürass, der den gesamten Rumpf in einem Stück bedeckt; dieses aus Europa importierte Design bot einen besseren Schutz gegen Feuerwaffen als die dafür völlig ungeeigneten traditionellen Rüstungen der Samurai.
- Nambambijutsu (南蛮美術) beschreibt japanische Kunst mit Namban-Themen oder westlichen Einflüssen in der Gestaltung.
- Nambanga (南蛮画) bezeichnet die zahlreichen bildlichen Darstellungen, die von den neuen Ausländern entstanden und definierte einen völlig neuen Stil in der japanischen Kunst
- Nambannuri (南蛮塗り) bezeichnet Lackgegenstände, die in portugiesischem Stil verziert sind. Diese waren vom späten 16. Jh. an sehr beliebt.
- Namban-ryōri (南蛮料理) bezeichnet Gerichte, die von Portugiesen und Spaniern eingeführte Zutaten wie Spanischer Pfeffer, Winterzwiebel, Mais oder Kürbis sowie Zubereitungsarten wie Frittieren (z. B. Tempura) benutzen.[4]
- Nambangashi (南蛮菓子) sind Süßigkeiten die aus Spanien oder Portugal stammen, wie der beliebte Kasutera-Kuchen, benannt nach Kastilien. Diese Kuchen der Namban, oft noch immer mit Darstellungen der Barbaren des 16. Jahrhunderts auf der Verpackung, werden heute in vielen japanischen Supermärkten verkauft. Eine andere Süßigkeit ist Kompeitō, Zuckerkonfekt, der ursprünglich aus Portugal stammt.
- Nambanji (南蛮寺 ‚Südbarbaren-Tempel‘) war die erste christliche Kirche in Kyoto. Mit Unterstützung von Oda Nobunaga erbaute der Jesuitenpater Gnecchi-Soldo Organtino die Kirche im Jahre 1576. Elf Jahre später (1587) ließ Hideyoshi Toyotomi Nambanji zerstören. Die Glocke wird als Nambanji no kane („Glocke des Südbarbaren-Tempels“) im Shunkoin-Tempel in Kyoto aufbewahrt.
- Namban-ryū geka (南蛮流外科), japanische „Chirurgie im Stile der Südbarbaren“, die einige Wundpflaster sowie die Verwendung von Palmöl, Schweinefett, Tabak usw. von den Portugiesen übernommen hatte. Infolge der seit Ende des 16. Jh. zunehmend schärferen Christenverfolgungen blieb es allerdings bei diesem Stand. Mitte des 17. Jahrhunderts flossen diese westlichen Elemente dann in die neu aufgekommene Chirurgie im Stile der Rotschöpfe (紅毛流外科 kōmō-ryū geka), d. h. der Holländer ein.
- Namban-byōbu (南蛮屏風), Südbarbaren-Stellschirme, mehrteilige Stellschirme, auf denen zwei Motive domieren: (a) die Ankunft eines portugiesischen Schiffes und (b) der Zug der angelandeten Fremdlinge durch die Hafenstadt.

### Sprachliche Spuren
Der intensive Austausch mit den „Südbarbaren“ blieb nicht ohne Einfluss auf den japanischen Wortschatz. Einige Lehnwörter haben sich bis heute gehalten: pan (パン, von pão, Brot), botan (ボタン, von botão, Knopf), karuta (カルタ, von cartas de jogar, Spielkarten), furasuko (フラスコ, von frasco, Flasko, Flasche), marumero (マルメロ, von marmelo, Quitte) usw. Einige Wörter werden heute nur noch in wissenschaftlichen Texten oder im historischen Kontext verwendet, so z. B. iruman (イルマン, von irmão, Bruder in einem christlichen Orden), kapitan (カピタン, von capitão, Oberhaupt, Leiter), kirishitan (キリシタン, von christão, Christ, Christen), rasha (ラシャ, von raxa, Baumwollstoffsorte), shabon (シャボン, von sabão, Seife). Über Portugiesen und Spanier gelangten auch einige Dinge aus der Neuen Welt zusammen mit ihrem Namen nach Japan, so z. B. tabako (タバコ, von tabaco, einem ursprünglich indianischem Wort). Einige heute nur noch Fachleuten bekannte Termini starben erst im 19. Jahrhundert aus: porutogaru-yu (ポルトガル油, Portugal-Öl, d. h. Olivenöl), chinta (チンタ, von vinho tinto, Rotwein), empurasuto (エンプラスト, von emprasto, Pflaster), unguento (ウングエント, von unguento, Salbe).

### Von Japan nach Europa

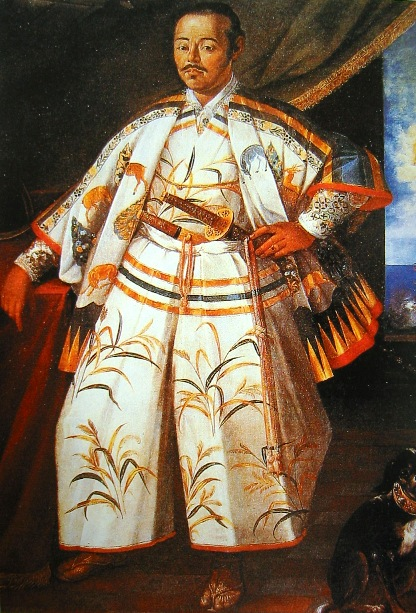
Der Samurai Hasekura Tsunenaga aus Sendai in Rom 1615, Sammlung Borghese

Die iberischen Missionare und Händler brachten auch einige japanische Dinge und Wörter nach Europa. Für die leicht gebogenen Schwerter hat man im Portugiesischen noch heute das Wort catana (jap. katana). Ein Hieb damit wird catanada genannt. Japanischer Tee (cha) kam als chá nach Portugal, und als die Infantin Katharina von Braganza den englischen König Karl II. heiratete, schließlich auch nach England. Die im Japanischen byōbu genannten Falt-Stellschirme fanden als biombo eine neue Heimat auf der Iberischen Halbinsel und gelangten von dort als Spanische Wand nach Deutschland. Die buddhistischen Mönche, im Japanischen bōzu genannt, wurden als bonzos in den Missionsschriften derart heruntergeputzt, dass dem in nahezu allen westlichen Sprachen eingebürgerten Wort Bonze bis heute eine negative Bedeutung anhaftet. Den ersten Kimono führte der japanische Samurai Hasekura vor, der Anfang des 17. Jahrhunderts über Mexiko nach Rom reiste.

## Der Niedergang des Namban-Austausches
Nachdem das Land 1603 unter Tokugawa Ieyasu befriedet und vereint war, betrieb das Shogunat zunehmend eine Politik der Abschottung gegenüber den "Südbarbaren". Der Hauptgrund war, dass vor allem die Daimyo des Südwestens vom Fernhandel profitierten, die schon in vorherigen Epochen nur schwer von der Zentralregierung zu kontrollieren waren. Große Gewinne machten den Ankauf von Gewehren und damit einen erneuten Waffengang möglich. Das Tokugawa-Shogunat wollte verhindern, dass das frisch geeinte Reich wieder auseinanderdriftete. Außerdem hatte das Shogunat von William Adams und anderen von den Kolonialbestrebungen der Spanier und Portugiesen in Amerika und Asien erfahren. Die Abschottung war auch als Maßnahme zur Sicherung der Unabhängigkeit Japans gedacht.
Dritter Grund war die fortschreitende Christianisierung, Japan war Schätzungen zufolge bereits zu einem Drittel christianisiert, zumindest was die Daimyo angeht. Besonders spanische und portugiesische Jesuiten waren sehr erfolgreich gewesen. Im Bürgerkrieg war das Christentum ein willkommenes Mittel, um einen Gegenpol zu den starken buddhistischen Klöstern aufzubauen. Mittlerweile war die Macht der Klöster jedoch mit Gewalt gebrochen, und der nun fest vom Shogunat kontrollierte Buddhismus wurde nun ein Mittel zur Gegenwehr gegen das Christentum. Getaufte Japaner mussten dem Christentum abschwören oder wurden mit drakonischen Maßnahmen verfolgt.
Das bekannteste Ereignis der Christenverfolgung ereignete sich im Jahr 1597, als eine schiffbrüchige spanische Galeone einige Franziskaner nach Japan brachte. Diese wurden beim sogenannten Martyrium der 26 Heiligen von Japan am 5. Februar in Nagasaki gekreuzigt, insgesamt 6 Franziskaner, 17 ihrer japanischen Neophyten und (irrtümlich) 3 japanische Jesuiten-Laienbrüder. Es scheint, dass diese Entscheidung Hideyoshis der Ermutigung seitens der Jesuiten folgte, den rivalisierenden Orden auszuschalten. Gründe mögen auch die spanische Prahlerei gewesen sein, dass der katholischen Missionierung gewöhnlich die militärische Eroberung folge, sowie Hideyoshis persönlicher Wunsch, sich die Ladung des Schiffes anzueignen. Obwohl in der Folge mehr als hundert Kirchen in Japan zerstört wurden, blieben die Jesuiten in Japan.
Der entscheidende Schlag kam 1614 mit Tokugawa Ieyasus striktem Verbot des Christentums, das zu Untergrundaktivitäten der Jesuiten und ihrer Beteiligung an Toyotomi Hideyoris Revolte bei der Belagerung von Ōsaka führte. Nach Tokugawas Tod im Jahre 1616 wurde die Verfolgung der Christen verstärkt. Etwa 2.000 Christen (darunter 70 Europäer) wurden gefoltert und getötet. Die restlichen 200.000–300.000 gingen in den Untergrund.
Den Anstoß zur endgültigen Ausweisung der im Lande verbliebenen Iberer gab der Shimabara-Aufstand der überwiegend christlichen Landbevölkerung im Raum Amakusa-Shimabara in West-Kyushu im Jahre 1637. Ausgelöst durch ökonomische Probleme gewannen die Kämpfe jedoch bald auch starke religiöse Züge. Nur mit größter Mühe konnten die Regierungstruppen die in der Festung Hara verschanzten Aufständischen niederringen. Die Niederländische Ostindien-Kompanie leistete ihren Beitrag und ließ auf Anforderung der japanischen Machthaber die Festung beschießen. Die offenkundige Wirkungslosigkeit ihrer Schiffskanonen im Festungskampf lösten in den folgenden Jahrzehnten intensive japanische Studien zur indirekten Beschießung von Festungen mit Mörsern aus.
1639 wurden alle Ausländer, mit Ausnahme der Chinesen und der Niederländer, des Landes verwiesen. Kurz darauf zwang man die Ostindien-Kompanie zur Verlegung ihrer Niederlassung von Hirado auf die künstliche Insel Dejima in der Bucht von Nagasaki. Stadt und Hafen unterstanden inzwischen der direkten Kontrolle der Regierung. Auch die Chinesen, die zunächst noch relativ frei in Nagasaki agierten, wurden in der zweiten Hälfte des Jahrhunderts auf eine eigens für sie eingerichteten Niederlassung beschränkt.
In der japanischen Geschichtsschreibung des 20. Jahrhunderts bezeichnete man die nun folgende Periode als Zeitalter des Landesabschlusses (sakoku). Inzwischen werden aber auch die vielfältigen Kontakte und Handelsbeziehungen zum Ausland deutlich wahrgenommen. Von einer prinzipiell fremdenfeindlichen Politik kann erst im 19. Jahrhundert die Rede sein, als Japan sich mehr und mehr bedroht fühlte. Insgesamt gilt die Edo-Zeit als Zeitalter des Friedens und des langsamen Fortschritts. Japan wurde zudem nie kolonialisiert. Erst um die Mitte des 19. Jahrhunderts verfügen die westlichen Staaten dank der industriellen Revolution über ausreichende Druckmittel und den Willen zur Anwendung, um das Land zur stärkeren Öffnung zu zwingen. Als wichtigstes Ereignis gilt hier die Ankunft amerikanischer Schiffe unter Commodore Matthew Perry.

## Zum Gebrauch des WortesNamban
Der Begriff Namban verschwand erst während der Meiji-Restauration aus dem alltäglichen Sprachgebrauch und wurde durch Termini wie yōfu (洋風 ‚Ozean-Stil‘) und Ōbeifu (欧米風 ‚europäisch-amerikanischer Stil‘) ersetzt. Die Anerkennung der Überlegenheit des Westens blieb allerdings auf dessen Technologie beschränkt. Das von Sakuma Zōzan (1811–1864) propagiert Konzept des wakon-yōsai (japanischer Geist – westliches Talent) hielt sich in vielen Köpfen bis weit in die zweite Hälfte des zwanzigsten Jahrhunderts. Heute wird das Wort Namban im romantisierenden Sinne besonders vom Andenken- und Kunstgewerbe genutzt.
In der japanischen Küche bezeichnet Namban bestimmte aus der Namban-Zeit eingeführte Zutaten und Gerichte als Synonym für Mais oder Spanischer Pfeffer, kurz für Cayennepfeffer (hier kurz für 南蛮辛子, Nambangarashi) oder Nambanni (南蛮煮), einen Fleischeintopf mit Winterzwiebel.

## Zeitlinie
- 1543: Portugiesische Seeleute (unter ihnen möglicherweise Fernão Mendes Pinto) werden auf die südliche Insel Tanegashima verschlagen. Als Dank für die Hilfe gelangen einige Arkebusen in japanische Hände. Beginn der Geschichte der Feuerwaffen in Japan, die schon wenige Jahre später von Schmieden in Sakai nachgebaut werden.
- 1549: Der Mitbegründer der Societas Jesu und Missionar Francisco de Xavier y Jassu landet in Kagoshima und wird vom lokalen Fürstenhaus freundlich aufgenommen.
- 1555: Erwerb von Macau durch Portugal, jährliche Handelsschiffe nach Japan.
- 1570: Japanische Piraten besetzen Teile der Insel Taiwan, von wo aus sie China heimsuchen.
- 1575: Die Schlacht von Nagashino wird durch Feuerwaffen entschieden.
- 1577: Erste japanische Schiffe reisen nach Cochin-China.
- 1579: Der Visitator der Societas Jesu Alessandro Valignano trifft in Japan ein.
- 1580: Der christliche Daimyo Arima Harunobu überlässt den Jesuiten die kleine Siedlung Nagasaki. Die von Bergen umgebene Bucht bietet den portugiesischen Schiffen mehr Schutz vor Taifunen als die bisherigen Häfen.
- 1582: Vier ausgewählte junge Männer aus gutem Hause (Ito Mancio, Julião Nakaura, Martinão Hara, Miguel Chijiwa) brechen in Begleitung des Paters Diego de Mesquita und des Initiators Valignano zu einer Gesandtschaftsreise nach Europa auf.
- 1584: Die Gesandtschaft trifft in Lissabon ein. Valignano blieb in Goa zurück.
- 1588: Der japanische Feldherr Toyotomi Hideyoshi verbietet die Piraterie.
- 1592: Hideyoshi beginnt die Invasion Koreas mit 160.000 Soldaten;
Erste Erwähnung von Rotsiegel-Schiffen, d. h. Schiffen, die mit einer offiziellen Lizenz auslaufen dürfen, um Fernhandel zu treiben.
- 1597: 26 Christen (20 Japaner, 4 Spanier, ein Mexikaner und ein Portugiese), werden durchs Land geführt und in Nagasaki gekreuzigt (Martyrium der 26 Heiligen von Japan).
- 1600: Das Schiff Liefde mit dem Steuermann William Adams treibt nahezu manövrierunfähig in Ostkyushu an.
 Durch seinen Sieg in der Schlacht von Sekigahara etabliert sich der Feldherr Tokugawa Ieyasu als Herrscher über den gesamten Archipel.
Olivier van Noort begegnet im Dezember einer japanischen Dschunke von 110 Tonnen in den Philippinen
- 1602: Holländische Kriegsschiffe attackieren die portugiesische Karacke Santa Catarina in der Nähe von Malacca.
- 1603: Offizielle Etablierung der Tokugawa-Herrschaft. Edo wird zum Sitz Shogun.
Die Engländer erreichten einen Handelsposten in Bantam, Java.
- 1605: Zwei von William Adamss Schiffsgenossen werden von Tokugawa Ieyasu nach Pattani geschickt, um holländische Händler einzuladen.
- 1609: Die Holländer eröffnen mit der Genehmigung durch Ieyasu einen Handelsposten in auf der Insel Hirado im Nordwesten von Kyushu.
- 1612: Yamada Nagamasa siedelt sich im Ayutthaya in Siam an.
- 1613: Der Engländer Richard Cocks eröffnet eine Faktorei in Hirado;
Hasekura Tsunenaga startet zu einer diplomatischen Mission über Mexiko nach Europa. Er kehrt 1620 zurück.
- 1614: Ausweisung aller Jesuiten aus Japan, Verbot des Christentums.
William Adams beginnt sich im Rotsiegel-Handel mit Südostasien zu engagieren.
- 1615: Japanische Jesuiten beginnen in Indochina zu missionieren.
- 1616: Tod von Tokugawa Ieyasu.
- 1621: Jan Joosten betreibt 10 Rotsiegelschiffe.
- 1622: Massenverfolgung der Christen in Japan; Tod von Hasekura Tsunenaga.
- 1623: Cocks schließt die Faktorei bei Hirado wegen Unwirtschaftlichkeit;
Yamada Nagamasa segelt von Siam nach Japan. In seiner Begleitung befindet sich ein Botschafter des siamesischen Königs Songtham. Er kehrt 1626 nach Siam zurück;
Verbot des Handels mit den spanischen Philippinen.
- 1624: Abbruch der diplomatischen Beziehungen mit Spanien,
japanische Jesuiten beginnen Missionierung in Siam.
- 1628: Zerstörung von Takagi Sakuemons Rotsiegel-Schiff in Ayutthaya, Siam, durch eine spanische Flotte. Der portugiesische Handel in Japan wird zur Vergeltung für drei Jahre verboten.
- 1632: Tod von Tokugawa Hidetada.
- 1634: Reise von Yamada Yahei  von Japan nach Indochina und Siam.
- 1637: Aufstand der überwiegend christlichen Landbevölkerung im Raume Shimabara / Amakusa (Shimabara-Aufstand). christlicher Bauern.
- 1638: Endgültiges Verbot des Handels mit den Portugiesen.
- 1638: Ausweisung der letzten Südbarbaren aus Nagasaki.
- 1641: Die Niederländer werden gezwungen, ihre Niederlassung von Hirado nach Nagasaki auf die Insel Dejima zu verlegen.